# Pearlette Louisy
Pour les articles homonymes, voir Louisy.
Dame Pearlette Louisy, née le 8 juin 1946 à Laborie (Sainte-Lucie), est une femme d'État lucienne. Elle est gouverneure générale de Sainte-Lucie de 1997 à 2017, représentante de la reine Élisabeth II, chef de l'État en titre.
Elle est la première femme à exercer ces fonctions, pour lesquelles elle prête serment le 19 septembre 1997.

## Biographie

### Jeunesse
Née dans le village de Laborie, elle fréquente le Laborie Infant School et Primary Schools. En 1960, elle entre au Couvent Saint-Joseph (en) de Castries avec une bourse de Javouhey.
En 1966, un an après la fin de sa scolarité secondaire, elle est obtient une bourse de l'Agence canadienne de développement international (ACDI) pour poursuivre un Bachelors’ Degree en anglais et en français à l'université des Indes occidentales à Cave Hill, à la Barbade.
En 1972, elle est sélectionnée par le programme de bourses du Commonwealth et le Fellowship Plan afin de poursuivre un master en linguistique, dans le domaine des didactiques à l'université Laval, à Québec.
En 1991, elle entre à l'université de Bristol, au Royaume-Uni, où elle entame un doctorat en éducation.

### Carrière professionnelle
Dame Pearlette Louisy contribue fortement au développement de l'éducation à Sainte-Lucie, passant la plupart de sa carrière professionnelle dans l'enseignement. Entre 1969 et 1976, elle enseigne au couvent Saint-Joseph.
De 1976 à 1986, elle exerce les fonctions de professeur de français puis elle est engagée comme principal du collège St. Lucie A' Level College. Quand le A' Level College et le Morne Technical fusionnent pour devenir le Sir Arthur Lewis Community College, elle devient doyenne puis vice-principale et enfin principale du collège.
En 1999, elle devient à titre honorifique docteur en droit (LLD) de l'université de Bristol. La même année, la reine Élisabeth II lui confère le titre de dame grand-croix de l'ordre de Saint-Michel et Saint-Georges.

### Gouverneure générale
Dame Pearlette Louisy devient gouverneure générale de Sainte-Lucie en 1997. Elle détient le record de longévité à ce poste dans son pays mais également l'un des plus longs mandats parmi tous les représentants de la reine Élisabeth II. Le 20 décembre 2017, elle annonce sa démission pour la fin du mois.

## Distinctions
- Ordre de Sainte-Lucie (en). Grand-croix (GCSL) en 1997[1].
- Ordre de Saint-Michel et Saint-Georges. Dame grand-croix (GCMG) en 1999[1].
- Très vénérable ordre de Saint-Jean. Dame de grâce (DStJ) en 2001[3].
- Ordre de Saint-Grégoire-le-Grand. Dame (DSG) en 2002[1].